# Afghan Breakdown
Das Kriegsdrama Afghan Breakdown (russisch Афганский излом, Afganski islom) ist eine sowjetisch-italienische Koproduktion unter der Regie von Wladimir Bortko aus dem Jahre 1990. Der Spielfilm stellt die Situation kurz vor dem Abzug der Sowjetarmee aus Afghanistan im Jahre 1989 am Ende der Sowjetischen Intervention in Afghanistan dar. Sämtliche Dreharbeiten fanden in Tadschikistan statt. Der Film wurde im Mai 1991 in Frankreich uraufgeführt. Produziert wurde er von Lenfilm.

## Handlung
Der Film beginnt mit der expliziten Darstellung einer Beschneidung eines afghanischen Säuglings.
Mittelpunkt der Handlung ist ein sowjetisches Militärlager in Afghanistan kurz vor dem Abzug der Sowjetarmee im Jahre 1989. Major Bandura, Kompanieführer einer Einheit Fallschirmjäger, muss schwere Verluste im Kampf gegen die afghanischen Rebellen unter Führung des Mudschahed Adil hinnehmen. Neuankömmling Oberleutnant Nikita ist gegen den Willen seines Vaters, eines russischen Generals, in den Krieg gezogen. Der Vater sorgt sich in der Heimat um das Wohlergehen seines Sohnes und vereinbart telefonisch mit dem Lagerkommandanten (Oberst), die Kampfeinsätze seines Sohnes auf ein Minimum zu beschränken.
Bei einem Marktbesuch der Truppe erschießt der nervöse Soldat Ivanov einen verdächtigen Händler. Major Bandura steckt dem Toten eine Handgranate zu, um ihn als Attentäter darzustellen/zu denunzieren. Ein sowjetischer Versorgungskonvoi wird von afghanischen Rebellen angegriffen. Für Major Bandura kommt nur Adil als Täter in Frage und er hält einen Vergeltungsschlag für die einzig angemessene Reaktion. Der Oberst lehnt ab und ordnet die Übergabe von Geschenken (50 Maschinengewehre, Munition und ein paar Sack Mehl) zur Besänftigung an. Der Dorfbewohner Gulakhan fungiert hierbei als Mittelsmann. Adil gibt sich nicht zufrieden und fordert noch während der Übergabe weitere Geschenke.
Kurz darauf wird erneut ein sowjetischer Versorgungskonvoi angegriffen. Nikita wird dabei schwer verletzt, da er zum Geleitschutz des Konvois gehörte. Später wird ihm ein Fuß amputiert. Nun ist auch der Oberst für einen Vergeltungsschlag. Adils Dorf soll angegriffen werden. Gulakhan versichert jedoch Adils Unschuld. Diesmal waren die Attentäter pakistanische Mudschaheddin.
Ein russischer General besucht die Truppe im Lager. Er berichtet von einem Friedensabkommen zwischen der sowjetischen Regierung/Militärführung und den islamistischen Rebellen. Durch den Anschlag, bei dem Nikita verletzt wurde, ist das Abkommen nun jedoch gefährdet. Ein Angriff auf die pakistanischen Rebellen wird vorbereitet. Diesmal soll Adils Dorf, in dem sich auch die pakistanischen Rebellen aufhalten, ausgelöscht werden. Adil soll verschont werden, wenn er sich neutral verhält. Drei Panzer machen sich auf den Weg zu Adils Dorf. Der Angriff unter der Führung Banduras beginnt. Im Häuserkampf tötet Bandura versehentlich Gulakhans Familie. Schließlich wird das gesamte Dorf bombardiert. Ein kleiner Junge überlebt den Angriff und erschießt Bandura mit einer Kalaschnikow. Es ist Gulakhans Sohn. Der Truppenabzug beginnt.

## Kritik
„Ein lärmender Kriegsfilm, der zwar auch Schikanen in der Roten Armee zeigt, die menschlichen, politischen und sozialen Dimensionen der Konflikte jedoch nicht weiter auslotet, sondern sich mit der Beschreibung eines militärischen Desasters begnügt.“

## Auszeichnungen
Tatjana Dogilewa wurde für ihre Rolle auf dem Offenen russischen Filmfestival von Sotschi mit dem Preis für die beste Schauspielerin ausgezeichnet.